# Salvator Humani Generis

Wappen Gregors XI.

Salvator humani generis (lateinisch für „Erlöser des Menschengeschlechts“) ist eine päpstliche Bulle aus dem Jahr 1374. Die von Papst Gregor XI. ausgegebene Bulle wendet sich gegen mehrere Artikel des Sachsenspiegels, die nach Auffassung des Papstes im Widerspruch zum kirchlichen und göttlichen Recht standen. Diese Artikel wurden später als Articuli Reprobati bekannt.

## Erlass
Papst Gregor XI. setzte eine Gruppe von Kardinälen und Rechtsgelehrten des römischen und des kanonischen Rechtes ein, welche ein Dokument erließ, welches die Verdammung von 14 Artikeln des Sachsenspiegels vorschlug. Diese 14 tauchen auch in den 21 Artikeln auf, die der Augustinermönch Johannes Klenkok in seinem aktualisierten Dekadikon aufführt, das er seinem ehemaligen Schüler Pierre de Vergne, inzwischen Kurienkardinal am päpstlichen Hof in Avignon, zugeleitet hatte. In diesem Buch hat Klenkok aufgeführt, warum diese 21 Artikel des Sachsenspiegels dem göttlichen, kanonischen und weltlichen Recht widersprechen würden.
Am 8. April 1374 wurde Salvator Humani Generis erlassen und verurteilte die 14 Artikel des Sachsenspiegels. In der Bulle wird der Augustinermönch Johannes Klenkok nie erwähnt, von Wissenschaftlern wird Klenkok jedoch als Grund für das Handeln Gregor XI. genannt.
Die Kirche sah bei verschiedenen Artikeln einen Verstoß gegen die Regeln des kanonischen Rechts, so unter anderem die Regeln zum Zweikampf und Erbrecht.
In älterer Literatur werden auch andere Daten für die Verdammung angegeben, wie das Jahr 1373 oder 1372.

## Inhalt
Neben der Verwerfung der Artikel erklärte die Bulle jedwede Urteile und Schiedssprüche, die auf den Artikeln beruhten, für nichtig.
Konkret werden mit der Bulle folgende Passagen des Sachsenspiegels verworfen:
- Landrecht I 18, 2: Und das zweite: alles, was ein Mann vor dem Gericht nicht zugibt, wie bekannt es auch sei, dass er sich dem mit dem Unschuldseid entziehe und dass man ihn deswegen mit Zeugen nicht überführen kann.
- Landrecht III 57, 1: Den Kaiser darf weder der Papst noch ein anderer bannen von der Zeit an, da er geweiht wurde, drei Dinge ausgenommen: wenn er am rechten Glauben zweifelt oder seine eheliche Frau verlässt oder ein Gotteshaus zerstört.
- Landrecht III 63, 2: Der Bann schadet der Seele und nimmt doch niemandem das Leben und mindert niemanden, weder an Landrecht noch an Lehnrecht, wenn nicht des Königs Acht nachfolgt.
- Landrecht I 3, 3 am Ende: Denn der Papst kann kein Recht setzen, mit dem er unser Land- oder Lehnrecht schmälert.
- Landrecht I 18,3: Und das dritte ist: dass es kein Urteil, wie rechtmäßig auch immer, vor dem Königsgericht in Sachsen gibt; wenn es ein Sachse schelten will, so kann es ein Sachse mit Berufung auf seine rechte Hand und die Mehrheit der Männer an sich ziehen. Und ficht er das Urteil zu siebt gegen den andern zu siebt an, wer die größere Menge auf seiner Seite hat, der hat das Urteil erstritten. – Im Übrigen behielten die Sachsen das alte Recht, sofern es nicht gegen das christliche Gesetz oder wider den Glauben war.
- Landrecht I 64: Auf die gleiche Weise soll man auch einen Toten überführen, wenn man ihn bei Diebstahl oder Raub oder vergleichbaren Verbrechen erschlagen hat. Kann man den Toten mit sieben Zeugen des Verbrechens überführen, so braucht man sich nicht zum Zweikampf zu erbieten. Erbietet aber ein Verwandter des Toten, wer es auch sei, ihn im Zweikampf zu vertreten, so schließt dies jeden Zeugenbeweis aus. Denn nun kann man ihn nicht ohne Zweikampf überführen, es sei denn er habe sich in der Bezirksacht befunden.
- Landrecht II 12, 10: Versagt einer die Zustimmung und findet er nach seiner Kenntnis des Rechts ein anderes Urteil, welchem von beiden die Mehrheit folgt, der behauptet sein Urteil, und beide Urteilsfinder bleiben ohne Strafgeld, denn keiner von beiden hat das Urteil des anderen gescholten.
- Landrecht I 63, 3: Jedermann kann den Zweikampf demjenigen verwehren, der von geringerem Geburtsstand ist als er. Wer aber von höherem Stande ist, den kann der niedriger Geborene wegen dessen höherer Geburt nicht zurückweisen, wenn er ihn zum Kampf herausfordert. Den Zweikampf kann auch derjenige verweigern, der erst nach Mittag dazu aufgefordert wird, es sei denn, dass man bereits eher damit begonnen hatte. Der Richter soll auch demjenigen, den man beschuldigt, einen Schild und ein Schwert stellen, wenn er dessen bedarf. Zweikampf kann man auch seinem Verwandten verweigern, wenn beide Verwandte sind und wenn einer von ihnen dies zu siebt mit dem Eid auf die Reliquien beschwört, dass sie so nahe Verwandte sind, dass sie von Rechts wegen nicht gegeneinander fechten sollen.
- Landrecht I 39: Die ihr Recht durch Raub oder Diebstahl verloren haben, wenn sie zum zweiten Mal des Diebstahls oder Raubs beschuldigt werden, so können sie ihre Unschuld nicht mehr beschwören. Sie haben dann dreierlei Wahl: das glühende Eisen zu tragen oder bis zum Ellenbogen in einen Kessel mit siedendem Wasser zu greifen oder sich gegen einen Lohnkämpfer zur Wehr zu setzen.
- Landrecht I 37 1. Variante: Wenn einer … eine Frau oder ein Mädchen notzüchtigt, ehelicht er sie auch später, so gewinnt er doch niemals eheliche Kinder mit ihr.
- Landrecht I 37 2. Variante: Wenn einer mit der Frau eines anderen öffentlich hurt … , ehelicht er sie auch später, so gewinnt er doch niemals eheliche Kinder mit ihr.
- Landrecht I 6, 2 Satz 2: Für Diebstahl, Raub und Glücksspiel braucht der Erbe indessen nicht aufzukommen; …
- Landrecht I 52, 2: Alle bewegliche Habe veräußert ein Mann überall ohne Zustimmung der Erben, und er lässt Gut auf und verleiht es, solange er in der Lage ist, gegürtet mit einem Schwert und mit einem Schild von einem Stock oder Stein, eine Daumenelle hoch, ein Pferd ohne eines anderen Hilfestellung zu besteigen, ausgenommen, dass man ihm das Pferd und den Steigbügel halte. Wenn er dies nicht mehr kann, so darf er weder veräußern noch auflassen noch verleihen, um es auf diese Weise jenem zu entziehen, der darauf nach dem Tode die Anwartschaft hat.
- Landrecht I 52, 1: Ohne Zustimmung der Erben und ohne „echtes Ding“ darf keiner sein Grundeigen noch seine Leute veräußern. Doch tauschen die Herren wohl ihre Dienstleute untereinander ohne Gericht, wenn man den Austausch beweisen und bezeugen kann. Veräußert jemand wider Recht ohne Zustimmung der Erben, so möge sich der Erbe mit Urteil dessen bemächtigen, als ob jener tot sei, der da veräußert hat, wie er nicht veräußern durfte.

Diese 14 Artikel sind in der Forschung als so genannte Articuli Reprobati bekannt.
Der lateinische Text der Artikel des Sachsenspiegels in der Bulle ist, nach der Analyse J. A. Tomascheks, der Lesart im Commune privilegium entsprechend, einer in Krakau 1506 gedruckten polnischen Gesetzessammlung.

## Verbreitung
Papst Gregor XI. sandte die Bulle an sechs Erzbischöfe, die von Köln, Mainz, Riga, Bremen, Magdeburg und Prag, wobei der Erzbischof von Riga im Schreiben an die Bischöfe explizit hervorgehoben wurde. Der Papst erwähnte dort auch ein Schreiben an den Kaiser Karl IV., in welchem er den Kaiser des Alten Reiches aufforderte, für die Befolgung der Bulle zu sorgen.
Die Bulle wurde 1376 an den Ermländer Bischof Heinrich Soerboom gesendet vom Erzbischof von Riga Johannes IV. von Sinten.

## Wirkung
In einigen Handschriften fehlen die von der Bulle angegriffenen Artikel, so beispielsweise in einem Nachfolger des Sachsenspiegels in Osteuropa und Preußen, dem Rechtsbuch Alter Kulm.
Einige Handschriften haben die Bulle an den Text des Sachsenspiegels angehängt. Alleine dieser Umstand wird als Erfolg der Bulle betrachtet.
In der sächsischen Oberhofgerichtsordnung von 1495 waren die Artikel, die die Bulle verboten hatte, explizit von dem anwendbaren Recht ausgenommen.
In der frühen germanistischen Rechtswissenschaft des 19. Jahrhunderts wird die Wirkung der Bulle als relativ gering gesehen. Dies liegt zum Teil daran, dass diese Ansichten zumeist nur auf die generelle Autorität des Sachsenspiegels abstellen.
Eine noch frühere andere Ansicht war aber, dass diese Verdammung dazu führte, dass der Sachsenspiegel nicht formal zu einem Gesetz erhoben wurde, sondern nur durch Anwendung den Status von Gewohnheitsrecht erlangte.

## Rezeption in der Wissenschaft
Die Verurteilung wurde teilweise als Anfeindung der Kirche gegen den gesamten Sachsenspiegel gesehen.